# Батальон Муравьёва
Батальо́н Муравьёва — с февраля 1942 года — 101-й шуцманшафт батальон (101-й батальон вспомогательной полиции нем. 101 Batalion Schutzmannschaft / SchutzmannschaftsBtl. 101, укр. 101-й батальйон шуцманшафту), с июня-июля 1944 года преобразован в 23-й шуцманшафт-батальон СД (нем. 23 Schutzmannschafts-Bataillon der SD), с 12 сентября 1944 года — добровольческий батальон Муравьёва (нем. Freiwillige-Einsatz-Bataillon «Murawjew») — добровольческое соединение в составе войск СС, состоящее в подавляющем большинстве из бывших солдат и младшего командного состава РККА русской, украинской и белорусской национальности принимавшее участие в боевых действиях на стороне гитлеровской Германии в период Великой Отечественной войны.

## История формирований

### 101-й шуцманшафт батальон
Смешанное русско-украинско-белорусское подразделение, сформированное в феврале 1942 года в Староконстантинове.
Состоял из бывших солдат РККА. Во главе батальона стоял бывший майор Красной армии Вячеслав (Ростислав?) А. Муравьёв. Осуществлял охрану линий связи на территории оккупированной советской Украины, в районе Староконстантинова.
В июле 1943 года батальон был переведён в оккупированную Белоруссию, где сражался с партизанами. В марте 1944 года был выведен из структур полиции. В апреле-мае 1944 года батальон принимал участие в карательной антипартизанской операции «Весенний праздник» против Полоцко-Лепельской партизанской зоны на территории Витебской области Белоруссии. В июне-июле 1944 года был преобразован в 23-й шуцманшафт батальон СД, командиром которого остался Муравьёв.

### 23-й шуцманшафт батальон СД
23-й шуцманшафт батальон СД (нем. 23 Schutzmannschafts-Bataillon der SD) участвовал в антипартизанских боевых действиях в оккупированной Белоруссии в составе зондер-полка СС Дирлевангера. В июле он был переведён в оккупированную Францию, где он воевал против местных партизан. В августе некоторые солдаты перешли на сторону французов. 12 сентября 1944 года батальон вошёл в состав 30-й гренадерской дивизия СС 1-го формирования во время её формирования на основе добровольцев из шуцманшафт бригады «Зиглинг» под командованием оберштурмбанфюрера Ганса Зиглинга.

### Добровольческий батальон Муравьёва
К этому моменту 30-я гренадерская дивизия СС 1-го формирования подверглась мятежу и массовому дезертирству (в результате которого полностью дезертировали 2 батальона), чем были вызваны чистки личного состава и изменения в структуре дивизии. 12 сентября 1944 года состоялась реорганизация дивизии, в результате которой был сформирован Добровольческий батальон Муравьёва (нем. Freiwillige-Einsatz-Bataillon «Murawjew»).
В составе группировки СС «Südwest» батальон действовал в массиве Веркор. В ноябре батальон был отозван в рейх и в январе 1945 года включён в состав 77 гренадерского полка СС вновь образованной 30-й гренадерской дивизии СС 2-го формирования.
Значительный процент личного состава представляли выходцы из Белоруссии. Несмотря на это, официальным языком для документации был выбран русский. Моральный дух подразделения был не высок. Пьянство и дебоши пришлось запрещать отдельным приказом.
Позже всех белорусов, служащих в этом соединении, отправили на формирование белорусской добровольческой бригады СС.